# Foteviksområdet
Foteviksområdet är ett naturreservat vid Foteviken i Vellinge och Malmö kommuner. Det bildades år 2011 och har en total storlek på 2 646 hektar men endast runt 700 hektar består av land. Naturreservatet sträcker sig längs kusten och ut i havet. Området är uppdelat i olika sektioner av vilka vissa är fågelskyddsområden som har beträdnadsförbud under delar av året. Områdets sektioner heter Tygelsjö ängar, Dynan, Gessie ängar, Eskilstorps ängar, Eskiltorps holmar, Vellinge ängar, Näsholmarna, Lilla Hammars näs och slutligen Lilla Hammars holme.
Naturreservatet ingår i EU:s ekologiska nätverk av skyddade områden, Natura 2000.
Foteviksområdet består till största del av vatten och hav. Runt 70% är vatten. Det som finns på land är mest stora gröna ängar och fält och det tillkommer även vassområden. Vattnet inom området är extremt långgrunt och det är möjligt att gå från land ut till Dynan utan att vattnet överstiger knäna. Avståndet mellan land och Dynan är runt 700-800 meter.

## Referenser

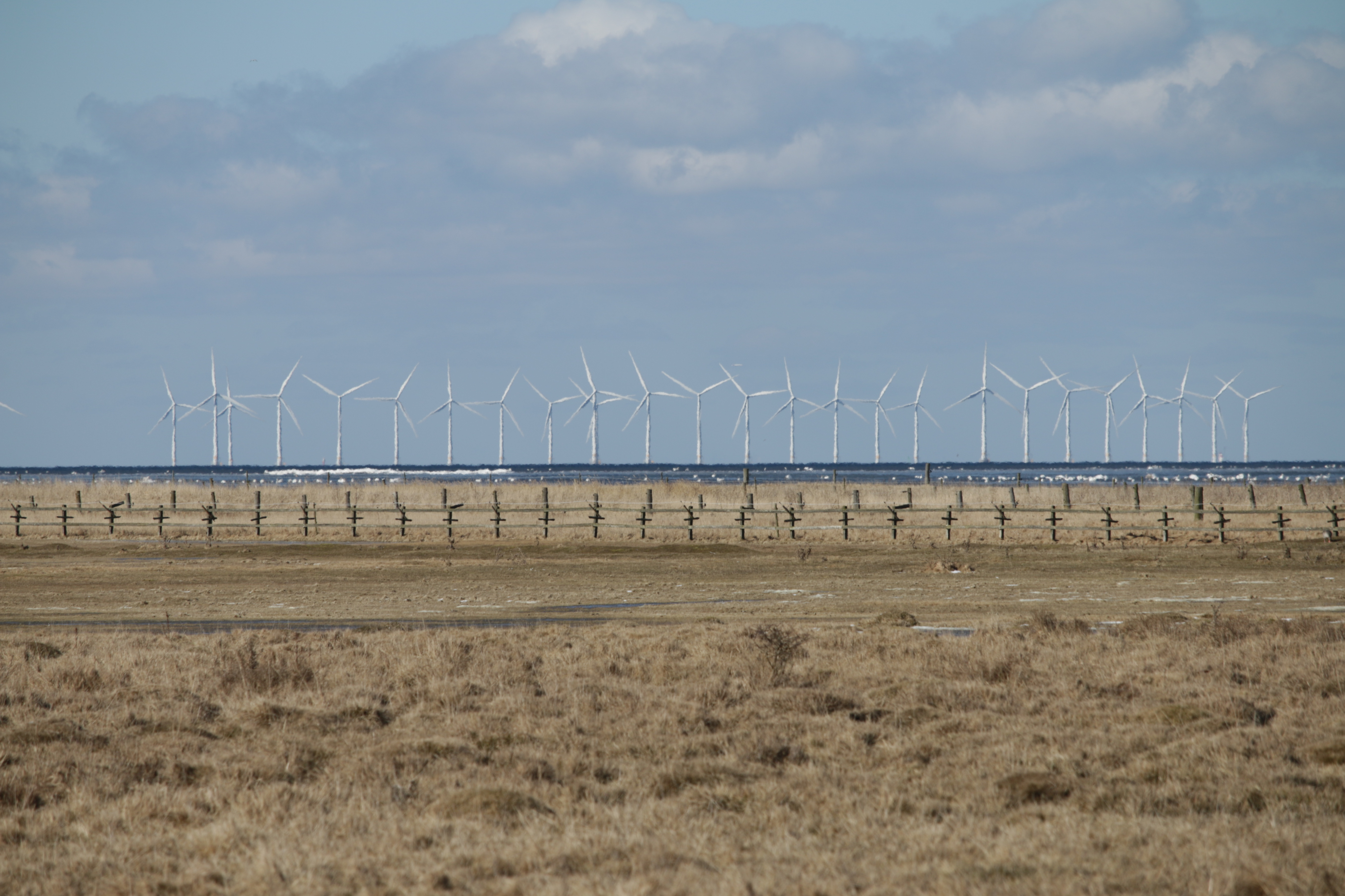
Eskilstorps ängar och Lillgrunds vindkraftpark.